# Schizothorax wangchiachii
Schizothorax wangchiachii är en fiskart som först beskrevs av Fang, 1936.  Schizothorax wangchiachii ingår i släktet Schizothorax och familjen karpfiskar. IUCN kategoriserar arten globalt som nära hotad. Inga underarter finns listade i Catalogue of Life.